# Opus Spiritus Sancti
Opus Spiritus Sancti (literalmente en español: «Obra del Espíritu Santo» es una organización católica formada por cinco institutos de vida consagrada y sociedades de vida apostólica originarias de Alemania, que tienen por fundador al sacerdote Bernhard Bendel, en Königstein im Taunus. Los miembros de estos institutos o sociedades posponen a sus nombres las siglas 'O.S.S..

## Historia
Los orígenes del movimiento se remontan a 1949, cuando Wilhelm Kempf, obispo de Limburgo, confió a su vicario, el sacerdote Bernhard Bendel un grupo de laicos de Mammolshain, en Königstein im Taunus, con el fin de dedicarse al apostolado, de forma comunitaria. El sodalicio tomó el nombre de Opus Spiritus Sancti y se expandió rápidamente en otras diócesis de Alemania. El 21 de abril de 1950, tres mujeres, pertenecientes a la asociación, decidieron abrazar la vida religiosa, dando origen a la primera rama de la obra, que luego se convirtió en una sociedad de vida apostólica de derecho diocesano. En 1951 nació el instituto secular femenino, en 1953 se formó una comunidad laical de no consagrados, en 1954, el instituto secular clerical y en 1974 la sociedad de vida apostólica clerical.

## Organización
El Opus Spiritus Sancti está formado por dos sociedades de vida apostólica (una femenina y una de sacerdotes), dos institutos seculares (uno laical femenino y uno masculino) y una comunidad de laicos no consagrados. Todos están representados en un gobierno común, sin embargo, cada instituto o sociedad conserva su autonomía, cada uno gobernado por un líder internacional.
La organización se encuentra presente en Alemania, Canadá, Estados Unidos, Filipinas, India, Italia, Kenia, Malaui, Sudáfrica, Tanzania y Uganda.